# Enriquecimento de cargo
Enriquecimento de cargo se caracteriza pelo aumento do conteúdo do cargo do funcionário, com ampliação das atividades desenvolvidas e da responsabilidade atribuída àquele cargo. Ou seja, o enriquecimento de cargo acrescenta profundidade a um cargo, designando aos trabalhadores mais poder de decisão as atividades que realiza, criando um aspecto motivador nesta ação. Esta teoria baseia-se na premissa de que os empregados têm uma tendência natural a querer ter sucesso e estão ansiosos para serem confiados com um papel maior na empresa. Afinal, quando os trabalhadores não estão sendo desafiados no que desempenham, tendem a afrouxar e não se esforçarem ao máximo, acreditando não estar desempenhando algo dentro de seu conjunto de habilidades.

## Enriquecimento de cargo
Com o enriquecimento de cargos, torna-se possível adequar o cargo ocupado ao potencial de desenvolvimento do ocupante, atribuindo tarefas do nível hierárquico superior ao colaborador (enriquecimento vertical) ou aumentando a variedade do cargo no mesmo nível hierárquico (enriquecimento horizontal). O enriquecimento vertical é mais utilizado em empresas que oferecem um plano de carreira, atribuindo tarefas de cargos superiores ao ocupante, a fim de proporcionar uma maior satisfação e, ao mesmo tempo, prepará-lo para uma possível promoção dentro da empresa. O enriquecimento horizontal adiciona tarefas variadas, com a mesma complexidade das atuais tarefas, com o intuito de não submeter o colaborador às mesmas tarefas repetitivas e rotineiras, buscando elevar sua satisfação com o trabalho. Porém o enriquecimento de cargos pode provocar uma sensação de ansiedade nas pessoas e até o sentimento de serem exploradas pela organização. Portanto o enriquecimento de cargos é uma importante estratégia para manter os funcionários motivados, mas é preciso saber utilizá-la para não se tornar um futuro problema dentro da empresa.
O principal benefício prospectivo do enriquecimento do trabalho é o enriquecimento do papel social, que proporciona crescimento e auto realização ao indivíduo. “Como consequência do aumento da motivação intrínseca, o desempenho deverá melhorar, proporcionando, assim, um trabalho mais humano e produtivo. Os efeitos negativos também tendem a ser diminuídos”.

## Enriquecimento De Cargo Vs. Qualidade De Vida No Trabalho
O trabalho tal qual foi concebido nos primórdios da Revolução Industrial apresenta alto custo humano. Nem mesmo os benefícios proporcionados à sociedade tornaram esse custo aceitável. As organizações, gradualmente, foram impelidas a buscar esquemas de trabalho que produzissem resultados efetivos do ponto de vista humano, aliados com a alta eficiência.
	O tema “Qualidade de vida no trabalho” vem se tornando cada vez mais uma preocupação para a Administração Pública e empresas, devido a ligação que existe entre condições adequadas para realização de um trabalho e produtividade, podendo se destacar por vários itens que foram um conjunto de fatores que interferem no desempenho dos funcionários.
	A QVT assimila duas posições antagônicas: a reivindicação dos empregados quanto ao bem-estar e satisfação no trabalho, e de interesse das organizações quanto aos seus efeitos potenciais sobre a produtividade e a qualidade.
A Qualidade de Vida no trabalho é a ênfase no enriquecimento do trabalho, que consiste na substituição das tarefas com baixo grau de complexidade por outras com grau mais elevado, produzindo o crescimento individual do trabalhador e proporcionando-lhe desafio e satisfação profissional.
A gestão da qualidade total nas organizações depende fundamentalmente da otimização do potencial humano, isto é, depende de quão bem as pessoas se sentem trabalhando na organização. A QVT afeta atitudes pessoais e comportamentos relevantes para a produtividade individual e grupal, tais como: motivação para o trabalho, adaptabilidade e mudanças no ambiente de trabalho, criatividade e vontade de inovar ou aceitar mudanças. A importância das necessidades humanas varia conforme a cultura de cada indivíduo e cada organização. Portanto, a QVT não é determinada apenas pelas características individuais (necessidades, valores, expectativas) ou situacionais (estrutura organizacional, tecnologia, sistemas de recompensas, políticas internas), mas sobretudo pela atuação sistêmica dessas características individuais e organizacionais.
	A percepção individual tem ligação com as mudanças ocorridas no mundo do trabalho, que é central na determinação dos níveis de satisfação individual. Trata-se de um cenário mutável, notadamente depois da Revolução Industrial, marcado por avanços e retrocessos. Por um lado, os padrões de qualidade de vida do trabalhador foram elevados, o trabalho foi humanizado, ocorreu a diminuição das jornadas, as condições de trabalho são melhoradas, o fardo braçal é tirado do trabalhador. Por outro, as exigências colocadas ao trabalhador foram ampliadas, o tempo de não-trabalho foi diminuído, as possibilidades de emprego são reduzidas, os trabalhadores tornam-se mais mecanizados e coisificados.
Não obstante, é necessário se ter clareza que enriquecimento efetivo é medido através da percepção individual, o que determina uma subjetividade no que é e o que não é qualidade de vida no trabalho.

## Enriquecimento Vs. Ampliação do Cargo
Tanto o enriquecimento quanto a ampliação do cargo visam à melhoria da qualidade de vida no trabalho e aumento da produtividade, porém cada uma destas técnicas se baseia em uma dimensão diferente do escopo do trabalho – amplitude ou profundidade.
Amplitude do trabalho se refere ao número de tarefas distintas pelas quais o ocupante do cargo é diretamente responsável, variando de muito restrita (quando uma única atividade é desempenhada repetidamente) a ampla (várias atividades). Assim, ampliação do cargo consiste em dar tarefas complementares e adicionais para o indivíduo realizar, tendo por objetivo reduzir a monotonia e aumentar a variedade do cargo. Ainda, a amplitude do cargo pode ser modificada por meio do job rotation, o qual envolve a rotação do funcionário por diferentes áreas da empresa, de modo que ele realize atividades distintas de acordo com o posto que ocupa.
	Já o enriquecimento do trabalho se preocupa com a profundidade do cargo, acrescentando a ele fatores motivacionais e tornando-o, por conseguinte, mais recompensador. Isto pode ser realizado por meio da adição de níveis mais elevados de controle sobre o trabalho, responsabilidade, feedback, poder de decisão a respeito do modo de realização do trabalho e oportunidades de crescimento.
	Logo, o enriquecimento torna o trabalho mais desafiador, enquanto a ampliação do cargo torna-o mais variado, de forma que estas duas técnicas podem ser usadas em conjunto. Entretanto, tanto o enriquecimento quanto a ampliação são relativos ao indivíduo, sendo a percepção deste o fator determinante se o trabalho foi, de fato, enriquecido e/ou ampliado.

## Enriquecimento Vertical e Horizontal
O enriquecimento de cargo vertical atribui atividades mais complexas ou atribuições administrativas do cargo, como organização, controle, planejamento e ao mesmo tempo transfere para outro cargo de nível mais baixo as tarefas mais simples. Além disso, o enriquecimento vertical busca tarefas mais complexas e de maiores responsabilidades.
No enriquecimento horizontal ou vertical adicionam atividades diversas com a mesma complexidade das atuais do cargo e transfere parte das tarefas para outros cargos do mesmo nível hierárquico. Com isso, permite o funcionário mudar o foco de visão e permite que ele fica mais motivado ao realizar atividades diferenciadas.

## Vantagens
- Aprender novas habilidades: Por ter mais responsabilidades, o empregado terá a chance de trabalhar em novas tarefas e, portanto, aprender novas habilidades. A tomada de decisão pode levar ao empregado para pensar, decidir e tentar coisas novas. Por ter de aprender novas habilidades, o empregado tem a oportunidade de se tornar proficientes em determinadas tarefas e até mesmo tornar-se especialistas.[9]

- Reduzir o tédio: o enriquecimento do trabalho se concentra em dar aos funcionários mais variedade e responsabilidades. O alvo de enriquecimento do trabalho é reduzir a chance de tédio das atividades repetitivas, fastidiosas.

- Cria um melhor ambiente de trabalho: O resultado líquido de enriquecimento do trabalho é um ambiente mais positivo global que promove a máxima produtividade. Isto é simplesmente porque os funcionários que são tratados melhor tendem a ter melhores atitudes em torno do local de trabalho e tendem a se espalhar que o positivismo em torno do escritório.

- Gera oportunidade para as empresas:  .Na atualidade, com um mundo praticamente sem limites, oferecer desafios, autonomia e oportunidades de desenvolvimento pessoal para os funcionários faz com que uma organização tenha grandes chances de alcançar e manter o sucesso.